# Serra da Aratanha
Serra da Aratanha är ett berg i Brasilien.   Det ligger i kommunen Pacatuba och delstaten Ceará, i den östra delen av landet, 1 700 km nordost om huvudstaden Brasília. Toppen på Serra da Aratanha är 687 meter över havet, eller 17 meter över den omgivande terrängen. Bredden vid basen är 0,19 km.
Terrängen runt Serra da Aratanha är kuperad åt nordväst, men åt sydost är den platt. Runt Serra da Aratanha är det ganska tätbefolkat, med 185 invånare per kvadratkilometer.. Närmaste större samhälle är Maracanaú, 12,0 km norr om Serra da Aratanha. 
Omgivningarna runt Serra da Aratanha är huvudsakligen savann.